# تعليم تقليدي
يشير مصطلح التعليم التقليدي، المعروف أيضًا باسم العودة إلى الأساسيات، أو التعليم المعهود أو التعليم المألوف، إلى العادات القائمة منذ أمد بعيد في المدارس والتي يعتبرها المجتمع مناسبة للتقاليد. وتدعم بعض أشكال إصلاح التعليم اتباع أساليب تعليمية متطورة، ومناهج أكثر شمولاً تركز على احتياجات الطلاب الفردية وعلى التعبير عن الذات. فيرى الإصلاحيون أن الأساليب التقليدية المرتكزة على المدرس التي تركز على التعليم بالصم والحفظ يجب التخلي عنها تمامًا واتباع أساليب تعليمية مرتكزة على الطالب وطرق قائمة على الواجبات. بيد أن العديد من أولياء الأمور والمواطنين المحافظين يهتمون بالإبقاء على المعايير التعليمية الموضوعية في الاختيار، الأمر الذي يعزز الأساليب التقليدية.
حسب السياق، قد يكون مقابل التعليم التقليدي هو التعليم التطوري، أو التعليم الحديث (الطرق التعليمية القائمة على علم نفس النمو), أو التعليم الذي يسمى التعليم البديل.

## التعريف
يختلف تعريف التعليم التقليدي اختلافًا كبيرًا باختلاف المنطقة الجغرافية والحقبة التاريخية.
فالشغل الأساسي للتعليم التقليدي هو أن ينقل للجيل التالي تلك المهارات والحقائق والمعايير المتعلقة بالسلوك الأخلاقي والاجتماعي التي يرى البالغون أنها ضرورية للنجاح المادي والاجتماعي للجيل التالي. وبوصفهم المستفيدين من هذا المخطط، الذي وصفه المُربي التقدمي جون ديوي بأنه «مفروض من أعلى ومن الخارج», فيُتوقع أن يلتزم الطلاب الإخلاص والطاعة عند تلقي تلك الإجابات الثابتة وأن يؤمنوا بها. والمدرسون هم الوسائل التي يتم بها نقل تلك المعرفة وتطبيق تلك المعايير السلوكية.
من الناحية التاريخية، كان الأسلوب التعليمي الأساسي في التعليم التقليدي هو القراءة الشفهية البسيطة: ففي المنهج النموذجي، يجلس الطلاب بهدوء في أماكنهم ويستمعون إلى شخص تلو الآخر يقرأ عليهم الدرس، حتى يتم استدعاء الطلاب جميعًا. ونشاط المدرس الأساسي هو تخصيص الدروس والاستماع لتلك القراءات التي درسها الطلاب في المنزل. ومع نهاية الوحدة يُعقد اختبار، ثم تتكرر العملية التي أطلق عليها «التخصيص-الدراسة-القراءة-الاختبار». وبالإضافة إلى تركيز ذلك المنهج على الإجابات اللفظية واعتماده على الحفظ عن غيب (الحفظ دون بذل جهد لفهم المعنى) والواجبات غير المتصلة أو المترابطة، يعد ذلك المنهج أيضًا استخدامًا غير فعال على الإطلاق لوقت الطالب والمدرس. كما يصر ذلك المنهج على تدريس المواد نفسها عند المرحلة نفسها لجميع الطلاب، والطلاب الذين لا يتعلمون بالسرعة الكافية يرسبون، بدلاً من السماح لهم بالمتابعة حسب سرعاتهم الطبيعية. ولقد ساد هذا المنهج القادم من أوروبا في التعليم الأمريكي حتى نهاية القرن التاسع عشر، عندما عملت حركة الإصلاح على استيراد أساليب تعليمية متطورة من أوروبا.
يرتبط التعليم التقليدي بعناصر قوية من القهر والضغط والإجبار أكثر مما تقبله معظم الثقافات الآن وهو يختلف حسب الأزمنة والأمكنة. فهو ينطوي في بعض الأحيان على: استخدام العقوبات البدنية للحفاظ على الانضباط في الفصل التعليمي أو العقاب على الأخطاء؛ وترسيخ الدين واللغة السائدة في الأذهان؛ وفصل الطلاب حسب النوع والعرق والطبقة الاجتماعية، بالإضافة إلى تدريس موضوعات مختلفة للبنات والأولاد. وفيما يتعلق بالمنهج التعليمي فقد كان هناك، ولا يزال، اهتمام كبير بالمعرفة الأكاديمية المحترمة على مدار الزمان.
يختلف التعليم التقليدي اختلافًا كبيرًا من ثقافة لأخرى، ولكنه لا يزال يميل نحو التميز بمستوى عالٍ جدًا من الإجبار عن التعليم البديل. فالمدارس التقليدية في بريطانيا والمناطق التابعة لها والمستعمرات السابقة تميل نحو اتباع النموذج الإنجليزي للمدارس العامة حيث فرض زي مدرسي موحد ونمط تربية عسكري فرضًا صارمًا. ويتعارض هذا مع المدارس في جنوب إفريقيا والولايات المتحدة وأستراليا، التي تتميز بدرجة أكبر كثيرًا من التواصل العفوي بين الطالب والمدرس.[بحاجة لمصدر]

## مركز التدريس
| الموضوع                    | المنهج التقليدي | المناهج البديلة |
| -------------------------- | --- | --- |
| الشخص                      | تدريس متركز على المدرس: - الجوهرية التعليمية - الأزلية التعليمية | تدريس متركز على الطالب: - التقدمية التعليمية |
| الفصل التعليمي             | الطلاب متطابقون من حيث العمر، وقد يتطابقون أيضًا من حيث القدرات. ويتعلم جميع الطلاب في الفصل التعليمي المادة نفسها. | يتم تقسيم الطلاب تقسيمًا ديناميكيًا إلى مجموعات حسب الاهتمامات أو القدرات بالنسبة لكل مشروع أو موضوع، مع احتمالية اختلاف المجموعات كل ساعة على مدار اليوم. الفصول التعليمية متعددة الأعمال أو الفصول التعليمية المفتوحة.                                                                                             |
| أساليب التدريس             | يركز التعليم التقليدي على: - التدريس المباشر والمحاضرات - العمل على مقاعد الدراسة - يتعلم الطلاب من خلال الاستماع والملاحظة | يركز التعليم التقدمي على: - الأنشطة اليدوية - الاكتشاف بقيادة الطالب - الأنشطة الجماعية |
| المواد                     | التدريس اعتمادًا على الكتب المدرسية والمحاضرات والواجبات التي يكتبها الأفراد | التدريس حسب المشروع باستخدام الموارد المتاحة بما في ذلك الإنترنت والمكتبة والخبراء من الخارج |
| الموضوعات                  | موضوعات فردية مستقلة. اتصال بسيط بين الموضوعات | موضوعات متداخلة متعددة الاختصاصات أو وحدات قائمة على موضوع معين، مثل قراءة قصة عن طهي وجبة وحساب تكلفة الطعام. |
| النواحي الاجتماعية         | اهتمام بسيط بالتنشئة الاجتماعية أو إهمالها تمامًا. التركيز على التعليم المستقل. لا يتم تشجيع التواصل الاجتماعي على الإطلاق ما عدا في الأنشطة خارج المنهج الدراسي والمشروعات القائمة على العمل الجماعي. | الاهتمام الكبير بالتنشئة الاجتماعية، بما في ذلك العمل الجماعي والعلاقات بين الأشخاص وإدراك الذات. |
| المجموعات المتعددة         | - منهج دراسي واحد موحد لجميع الطلاب بغض النظر عن القدرات والاهتمامات. - عروض حصص دراسية متنوعة دون تقسيم، بحيث يحصل الطلاب على تعليم مفصل من أجلهم. - في برنامج من المدرسة إلى سوق العمل، يجب أن يحصل الطلاب الضعفاء أكاديميًا على بعض المواد الدراسية المتطورة، بينما يمكن أن يقضى تكليف المدرسة بقضاء نصف اليوم في إلقاء الضوء على الأعمال المحلية. | يختار الطلاب (أو يتم توجيههم نحو) أنواعًا مختلفة من الحصص الدراسية حسب قدراتهم الواضحة أو خططهم المهنية. قد تعيق القرارات التي يتم اتخاذها في مراحل مبكرة من التعليم إجراء تغييرات فيما بعد، فمثلا الطالب في قسم التعليم المهني قد لا يكون قد أكمل الحصص الدراسية الضرورية اللازمة للتحول إلى برنامج تأهيل للجامعة. |
| العلاقة بين الطالب والمدرس | عادة ما يخاطب الطلاب المدرسين رسميًا باستخدام اسم العائلة. يعد المدرس قدوة محترمة في المجتمع. يجب أن يطيع الطلاب المدرس. يتم التركيز على السلوكيات الصحيحة للجامعة أو مجتمع الأعمال الاحترافية. | في المدارس البديلة، يسمح للطلاب بمخاطبة المدرسين بأسمائهم. وقد يعمل الطلاب والمدرسون معًا باعتبارهم مساعدين. |

## التأشير الدراسي
| الموضوع                  | المنهج التقليدي | المناهج البديلة |
| ------------------------ | --- | --- |
| التواصل مع أولياء الأمور | تُستخدم أرقام أو حروف أو كلمات قليلة لتلخيص الإنجاز العام في كل حصة دراسية. ويتم تعيين الدرجات وفقًا لتقييم موضوعي لـ الأداء الفردي (عادة عدد الإجابات الصحيحة) أو مقارنة بالطلاب الآخرين (يحصل أفضل الطلاب على أفضل الدرجات، ويحصل أسوأ الطلاب على درجات ضعيفة). وقد تشير درجة الاجتياز إلى امتياز الطالب وقد لا تشير إلى ذلك: قد يكون الطالب الراسب ملمًا بالمادة ولكنه لم ينهِ الواجبات المنزلية، وقد يُكمل الطالب الناجح جميع الواجبات المنزلية ولكنه لم يزل لا يفهم المادة. | هناك العديد من الأشكال المحتملة للإعلان عن الإنجازات الدراسية: - قد يُطلب من المدرسين أن يكتبوا تقييمًا تفصيليًا لكل طالب حول إنجازه وقدراته. - في نظام التعليم القائم على المعايير، قد تشترط الهيئة الحكومية اجتياز جميع الطلاب للاختبار؛ وبهذا يرسب التلاميذ الذين يفشلون في أداء الاختبار أداءً جيدًا. |
| التوقعات                 | يتخرج الطلاب حسب درجات مختلفة. وبعضهم سيرسب نتيجة الأداء الضعيف اعتمادًا على عدم الفهم أو عدم إتمام الواجبات. | يحتاج جميع الطلاب إلى إنجاز مستوى تعليمي معين، حتى وإن كان ذلك يعني قضاء سنوات أطول في المدرسة. |
| ارتفاع الدرجات وانخفاضها | يقارن الإنجاز اعتمادًا على الأداء بمعايير مستقرة معقولة وقد لا تكون معايير رسمية وتشبه كثيرًا ما جربه الطلاب السابقون. | يصعب غالبًا معايرة قيمة أي درجة يحصل عليها الطالب في مخططات الدرجات البديلة. وقد تصعب المقارنة بين الطلاب في مختلف الحصص الدراسية أو قد يستحيل ذلك. |

## المواد الدراسية
| الموضوع     | المنهج التقليدي | المناهج البديلة |
| ----------- | --- | --- |
| الرياضيات   | الرياضيات التقليدية: - ينصب التركيز على حفظ الحقائق الأساسية مثل جدول الضرب وإتقان الخوارزميات الحسابية خطوة بخطوة وذلك بدراسة الأمثلة والكثير من التدريبات. - يتم البحث عن إجابة واحدة صحيحة باستخدام طريقة "قياسية" واحدة. - يتابع مختلف الطلاب دراسة الرياضيات بعد المراحل الأساسية بحيث تغطي مستويات مختلفة من المواد. - يتم تدريس الرياضيات بوصفها منهجًا مستقلاً دون التركيز على النواحي الاجتماعية أو السياسية أو العالمية. بيد أنه قد يكون هناك بعض التركيز على التطبيقات العملية في العلوم والتقنية. | - لا يركز المنهج المدرسي على تدريبات المعرفة الإجرائية ويركز على التقنية (الحاسبات وأجهزة الكمبيوتر) وعلى الفهم المنطقي. - قد تضم الدروس المزيد من المواد التوضيحية التي تدعم الفهم المنطقي، بدلاً من التقديم المباشر للحقائق والأساليب. - قد ينصب التركيز على التطبيقات العملية والمشكلات الكبيرة مثل البيئة والنوع والتنوع العرقي والعدالة الاجتماعية. - قد تضم دروس الرياضيات أنشطة الكتابة والرسم والألعاب والتوجيه باستخدام أساليب المناولة بدلاً من ملء أوراق التدريبات. - قد تضم الدروس شرحًا للمفاهيم بما يسمح للطلاب بابتكار إجراءاتهم الخاصة قبل تدريس الخوارزميات القياسية. - قد يعتمد التقييم على توضيح الفهم المنطقي ولا يعتمد تمام الاعتماد على ما إذا كانت النتيجة النهائية صحيحة. - في بعض الدول (مثل الولايات المتحدة)، من المتوقع أن يحقق جميع الطلاب إنجازات مرتفعة وأن يتقنوا الجبر بدلاً من انقسام بعض الطلاب إلى دراسة رياضيات التجارة والبعض الآخر إلى دراسة الرياضيات الخاصة بالمهن الرياضية والعلمية. |
| العلوم      | العلوم القائمة على الحقائق: تعد حصة العلوم فرصة لنقل المعرفة المجردة والمفردات الخاصة من المدرس (أو الكتاب المدرسي) إلى الطلاب. ويركز الطلاب على حفظ ما تعلموه. تتبع "التجارب" إجراءات محددة سلفًا لإنتاج نتائج متوقعة. | في نظام العلوم القائمة على البحث قد يُطلب من الطالب أن يؤلف تجربة تبين أن الأرض تدور حول الشمس. وينتقل التركيز من حفظ المعلومات التي تعلمها الطالب من الطريقة العلمية إلى استخدام الطريقة العلمية في الاستكشاف. |
| تعلم اللغات | الصوتيات: ينصب التركيز على قواعد التدريب الصريح على الصوت المطابق للحرف وآليات فك رموز الكلمات. يركز الطلاب في البداية على المهارات الفرعية للصوتيات وقراءة النصوص المفسرة. وعندما يتقن الطلاب عددًا كافيًا من القواعد، يسمح لهم بالقراءة الحرة والمطولة. (وفي العديد من اللغات مثل الفرنسية والإسبانية واليونانية، يتم تدريس الصوتيات في سياق قراءة مقاطع مفتوحة وبسيطة.) | في الطريقة الكلية لتعليم اللغات (whole language) يتعرض الطفل للغة ثرية متصلة يمكنها تحفيزه على القراءة. ومن المفترض أن يكون تعلم القراءة أمرًا طبيعيًا مثله مثل تعلم الكلام، لهذا لا يتعلم الطلاب بطريقة رسمية الأصوات والحروف المطابقة لها، بل يفترض أنهم يخمنون ذلك من تلقاء أنفسهم. (يرجى ملاحظة أن هذا يقتصر على بعض اللغات مثل الإنجليزية والفرنسية والتي تتميز بقواعد معقدة للصوتيات والهجاء. ولا زال التعليم في البلاد التي تتحدث لغات مثل الإسبانية واليونانية، والتي تتميز بهجاء صوتي بسيط نسبيًا، يعتمد اعتمادًا أساسيًا على الصوتيات.) |